# Bogandé (departamento)
Bogandé é um departamento ou comuna da província de Gnagna no Burkina Faso. A sua capital é a cidade de Bogandé.
Em 1 de julho de 2018 tinha uma população estimada em 121768 habitantes.